# Robert Shaw (attore 1927)
Robert Archibald Shaw (Westhoughton, 9 agosto 1927 – Tourmakeady, 28 agosto 1978) è stato un attore e scrittore britannico.
Shaw è considerato uno dei massimi esponenti della generazione di attori di origine britannica che tra gli anni sessanta e settanta, si imposero nel cinema americano. Nel suo caso, tra le principali doti di versatilità, c'è l'accento perfettamente naturale, sia nell'inglese americano che nell'inglese britannico. 
Con altri suoi colleghi (quali Sean Connery e Richard Burton), appartenenti allo stesso gruppo soprannominato spesso all'epoca "The Brit Club", Shaw ebbe rapporti di amicizia ambivalenti e alcune rivalità. Quando nel 1963 Connery venne consacrato come James Bond nel film A 007, dalla Russia con amore, secondo capitolo della serie, Shaw ottenne il ruolo del suo antagonista Donald "Red" Grant, riscuotendo lo stesso successo.

## Biografia

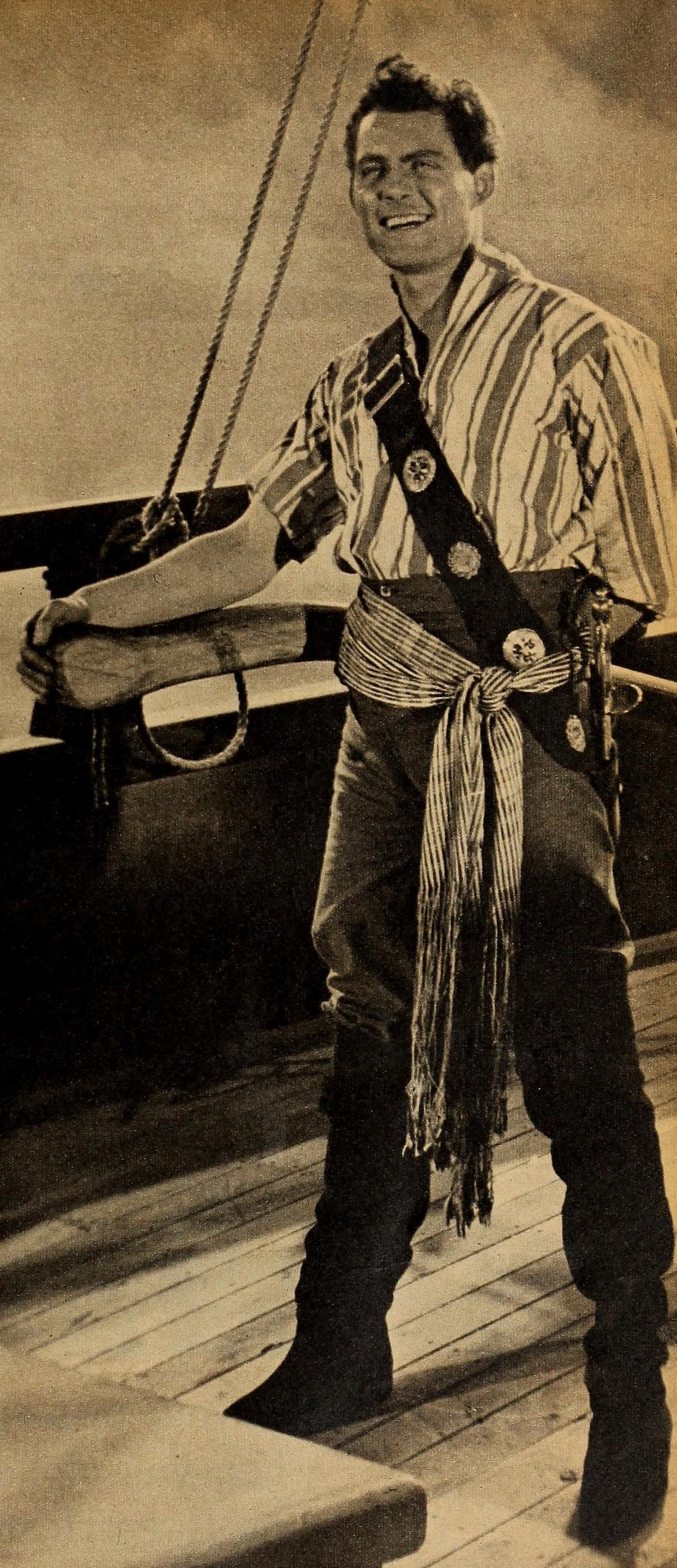
Robert Shaw nella serie televisiva The Buccaneers (1956)

Shaw nacque nel Lancashire dal medico Thomas Shaw e da un'ex-infermiera originaria dello Swaziland. Quando aveva 12 anni il padre, alcolista, si suicidò. La madre dovette così occuparsi da sola di Robert, che era il figlio maggiore, di suo fratello Alexander e delle sue tre sorelle. Shaw frequentò la Royal Academy of Dramatic Art (R.A.D.A.) e fece esperienza di attore teatrale sui palcoscenici londinesi di Stratford e dell'Old Vic negli anni cinquanta. Dopo l'esordio cinematografico nel 1951, in un ruolo non accreditato nella commedia L'incredibile avventura di Mr. Holland, ebbe la sua prima parte di rilievo nel film I guastatori delle dighe (1955). Si impose poi come protagonista della serie tv britannica The Buccaneers, che venne trasmessa anche negli USA. 
Raggiunse la celebrità nel 1963 grazie al ruolo di Donald "Red" Grant, lo spietato killer antagonista di James Bond nel film A 007, dalla Russia con amore, e nello stesso anno interpretò il fratello mentalmente ritardato in The Caretaker - Il guardiano di Clive Donner. In seguito prese parte ad altre importanti pellicole, di produzione sia inglese che americana, come La battaglia dei giganti (1965), Un uomo per tutte le stagioni (1966) nella parte di Enrico VIII d'Inghilterra, che gli valse una candidatura all'Oscar al miglior attore non protagonista e al Golden Globe per il miglior attore non protagonista, Forza 10 da Navarone (1978), Avalanche Express (1979).
Notevoli le sue interpretazioni di Doyle Lonnegan, il boss della malavita di Chicago vittima di una truffa ne La stangata (1973) di George Roy Hill, di Quint, rude e solitario cacciatore di squali, ne Lo squalo (1975) di Steven Spielberg e dell'assassino nel poliziesco Il colpo della metropolitana (1974). Negli anni Settanta gli fu dedicata una stella sulla Hollywood Walk of Fame.
Fu anche drammaturgo, scrittore di romanzi e di sceneggiature cinematografiche, fra le quali quella di Situazione disperata ma non seria (1965), commedia con Alec Guinness. Dal suo romanzo The Man in the Glass Booth, del 1967, storia di un industriale ebreo accusato di essere un criminale nazista, fu tratto un dramma teatrale e successivamente il film omonimo, diretto nel 1975 da Arthur Hiller e interpretato da Maximilian Schell.
Impetuoso e dedito all'alcol, Shaw fu un intellettuale carismatico e amante della famiglia, padre di otto figli avuti in tre matrimoni, oltre a due adottati. Una delle mogli, l'attrice Mary Ure, morì all'età di quarantadue anni, nel 1975, per un'overdose di barbiturici e alcool. Shaw morì improvvisamente nel 1978 a 51 anni, per un attacco cardiaco, mentre stava ultimando le riprese di Avalanche Express. Le sue ceneri furono disperse.

## Filmografia parziale

### Cinema
- L'incredibile avventura di Mr. Holland (The Lavender Hill Mob), regia di Charles Crichton (1951) (non accreditato)
- I guastatori delle dighe (The Dam Busters), regia di Michael Anderson (1955)
- I fucilieri dei mari della Cina (A Hill in Korea), regia di Julian Amyes (1956)
- Doublecross, regia di Anthony Squire (1956)
- Sea Fury, regia di Cy Endfield (1958)
- Il diavolo nello specchio (Libel), regia di Anthony Asquith (1959)
- L'affondamento della Valiant (The Valiant), regia di Roy Ward Baker (1962)
- The Caretaker - Il guardiano (The Caretaker), regia di Clive Donner (1963)
- Non rompete i chiavistelli (The Cracksman), regia di Peter Graham Scott (1963)
- A 007, dalla Russia con amore (From Russia with Love), regia di Terence Young (1963)
- Tecnica di un crimine (Tomorrow at Ten), regia di Lance Comfort (1965)
- La battaglia dei giganti (Battle of the Bulge), regia di Ken Annakin (1965)
- Un uomo per tutte le stagioni (A Man for All Seasons), regia di Fred Zinnemann (1966)
- Custer eroe del West (Custer of the West), regia di Robert Siodmak (1967)
- Festa di compleanno (The Birthday Party), regia di William Friedkin (1968)
- I lunghi giorni delle aquile (Battle of Britain), regia di Guy Hamilton (1969)
- La grande strage dell'impero del sole (The Royal Hunt of the Sun), regia di Irving Lerner (1969)
- Caccia sadica (Figures in a Landscape), regia di Joseph Losey (1970)
- Una città chiamata bastarda (A Town Called Bastard), regia di Robert Parrish (1971)
- Gli anni dell'avventura (Young Winston), regia di Richard Attenborough (1972)
- La stangata (The Sting), regia di George Roy Hill (1973)
- Un rantolo nel buio (A Reflection of Fear), regia di William A. Fraker (1973)
- Un uomo da affittare (The Hireling), regia di Alan Bridges (1973)
- Il colpo della metropolitana (Un ostaggio al minuto) (The Taking of Pelham One Two Three), regia di Joseph Sargent (1974)
- Lo squalo (Jaws), regia di Steven Spielberg (1975)
- Assassinio sul ponte (Der Richter und sein Henker), regia di Maximilian Schell (1975)
- Colpo da un miliardo di dollari (Diamond Shaft), regia di Menahem Golan (1975)
- Robin e Marian (Robin and Marian), regia di Richard Lester (1976)
- Il corsaro della Giamaica (Swashbuckler), regia di James Goldstone (1976)
- Black Sunday, regia di John Frankenheimer (1977)
- Abissi (The Deep), regia di Peter Yates (1977)
- Forza 10 da Navarone (Force 10 from Navarone), regia di Guy Hamilton (1978)
- Avalanche Express, regia di Mark Robson (1979)

### Televisione
- The Adventures of the Scarlet Pimpernel – serie TV, episodio 1x01 (1956)
- The Buccaneers – serie TV, 37 episodi (1956-1957)
- Guglielmo Tell (William Tell) – serie TV, 1 episodio (1959)
- The Four Just Men – serie TV, 1 episodio (1960)
- Gioco pericoloso (Danger Man) – serie TV, 1 episodio (1961)
- Il racconto d'inverno (The Winter's Tale), regia di Don Taylor – film TV (1962)
- Canto per un altro Natale (Carol for Another Christmas), regia di Joseph L. Mankiewicz – film TV (1964)

## Riconoscimenti
- Premio Oscar
  - 1967 – Candidatura al miglior attore non protagonista per Un uomo per tutte le stagioni

## Doppiatori italiani
- Roberto Villa in Robin e Marian, Abissi, Forza 10 da Navarone, Avalanche Express
- Sergio Graziani in L'affondamento della Valiant, Caccia sadica
- Renato Mori in La stangata, Lo squalo
- Massimo Foschi in Un rantolo nel buio, Black Sunday
- Cesare Barbetti in A 007, dalla Russia con amore
- Giuseppe Rinaldi in La battaglia dei giganti
- Oreste Lionello in Un uomo per tutte le stagioni
- Michele Kalamera in Custer eroe del West
- Michele Gammino in Una città chiamata bastarda
- Luciano Melani in Il colpo della metropolitana (Un ostaggio al minuto)
- Glauco Onorato in Il corsaro della Giamaica
- Stefano De Sando in Lo squalo (ridoppiaggio)

## Omaggi
Westhoughton, sua città natale, gli ha reso un tributo aprendo in suo onore il pub-ristorante The Robert Shaw. Il personaggio della Marvel Comics Sebastian Shaw, un nemico degli X-Men e capo del Club infernale (chiamato anche "Re Nero") è ispirato all'attore.